# Airion
Airion település Franciaországban, Oise megyében. Lakosainak száma 389 fő (2022. január 1.). Airion Avrechy, Agnetz, Erquery, Étouy, Fitz-James és Lamécourt községekkel határos.

## Népesség
A település népességének változása:
| Lakosok száma | 436  | 441  | 563  | 399  | 383  | 378  | 370  | 363  | 389  |
|               | 2013 | 2015 | 2016 | 2017 | 2018 | 2019 | 2020 | 2021 | 2022 |